# Paloma (Cocktail)

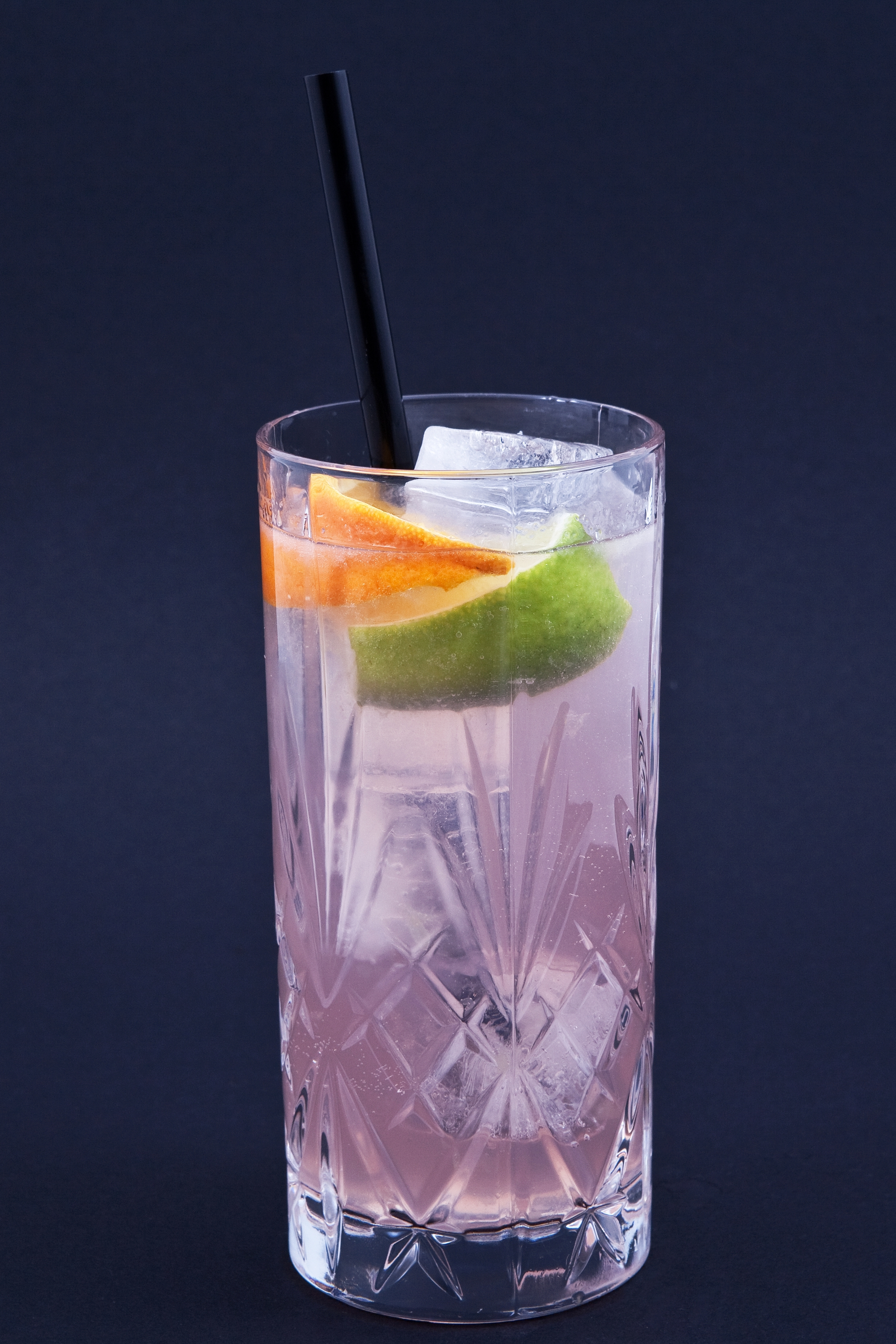
Paloma im Longdrink-Glas

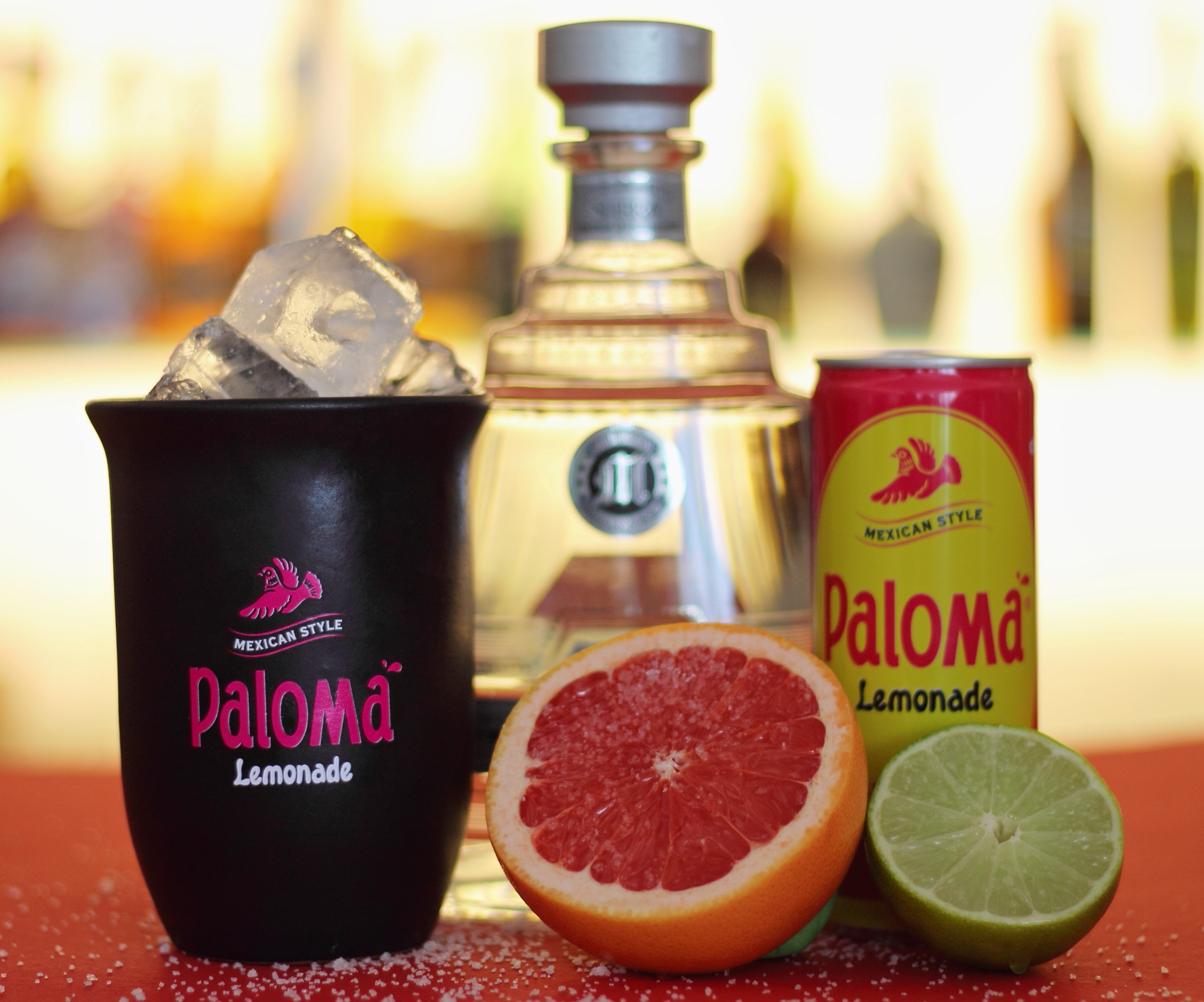
Paloma als Signature Drink aus der gleichnamigen Pink-Grapefruit-Limonade mit Sierra Milenario Tequila.

Die Paloma (spanisch Taube) ist ein Cocktail aus Tequila und Grapefruit-Limonade, der zusätzlich oft noch mit etwas Limettensaft und Salz verfeinert wird. Als einfache Kombination einer Spirituose mit einem kohlensäurehaltigen, alkoholfreien „Filler“ (der Limonade) handelt es sich um einen typischen Highball oder Longdrink. Er wird üblicherweise direkt im Trinkglas zubereitet (fachsprachlich „gebaut“) und auf Eiswürfeln „on the rocks“ serviert.
Die Grapefruitlimonade kann aus weißem oder rotem „pink“ Grapefruitsaft (jugo de toronja), Zucker oder Zuckersirup und Sodawasser selbst hergestellt werden, oder es wird auf Fertigprodukte zurückgegriffen. Im deutschsprachigen Raum bietet der durch die Marke Sierra Tequila bekannte Hersteller Borco-Marken-Import seit 2011 eine für den Cocktail optimierte Limonade namens Paloma mit Pink-Grapefruit-Geschmack an, die bereits Limette und Salz enthält.